# As Invasões Bárbaras
Les invasions barbares (no Brasil e em Portugal, As Invasões Bárbaras) é um filme franco-canadense de 2003 realizado por Denys Arcand.

## Sinopse
À beira da morte devido ao câncer, e com dificuldades em aceitar o seu passado, Rémy procura paz nos seus últimos momentos de vida. Para tal recebe a ajuda de Sébastien, seu filho ausente, de sua ex-mulher, e de velhos amigos.

## Elenco
- Rémy Girard.... Rémy
- Stéphane Rousseau.... Sébastien
- Dorothée Berryman.... Louise
- Louise Portal.... Diane
- Dominique Michel.... Dominique
- Yves Jacques.... Claude
- Pierre Curzi.... Pierre
- Marie-Josée Croze.... Nathalie
- Marina Hands.... Gaëlle
- Toni Cecchinato.... Alessandro
- Mitsou Gélinas.... Ghislaine
- Johanne-Marie Tremblay.... Irmã Constance
- Denis Bouchard.... Duhamel
- Micheline Lanctôt.... enfermeira Carole
- Markita Boies.... enfermeira Suzanne
- Izabelle Blais.... Sylvaine

## Prémios e nomeações
- Ganhou o Oscar de melhor filme estrangeiro, além de ter sido nomeado na categoria de melhor argumento original.
- Recebeu uma nomeação ao Globo de Ouro de melhor filme estrangeiro.
- Recebeu duas nomeações ao BAFTA, nas categorias de melhor filme estrangeiro e melhor argumento original.
- Recebeu quatro nomeações ao César, nas categorias de melhor filme, melhor realizador, melhor argumento e melhor revelação feminina (Marie-Josée Croze).
- Ganhou os prémios de melhor actriz (Marie-Josée Croze) e melhor argumento, no Festival de Cannes.
- Ganhou o prémio de melhor filme estrangeiro, no European Film Awards.
- Ganhou o Grande Prémio Cinema Brasil de melhor filme estrangeiro.